# Nutter
Nutter est un hameau situé dans la commune néerlandaise de Dinkelland, dans la province d'Overijssel. Le 1er janvier 2008, le village comptait 193 habitants.